# Napalm Death
Napalm Death is een grindcoreband uit Groot-Brittannië. dat in 1981 opgericht werd in Meriden, vlakbij Birmingham. De band wordt beschouwd als een pionier van het grindcoregenre, met extreem korte nummers en maatschappij kritische en politieke teksten. Hun debuutalbum Scum (1987) bevat het door het Guinness Recordboek erkende kortste nummer ooit: You Suffer, dat slechts 1,316 seconden duurt.

## Geschiedenis

### Vroege geschiedenis
Napalm Death werd in 1981 opgericht in Birmingham door de middelbare scholieren Nik Bullen en Miles Ratledge samen met vrienden. De eerste bandnaam was Civil Defense en de stijl van de band was gebaseerd op bands als Amebix, Crass en conventionelere punk. De band maakte enkele demo's en leverde een bijdrage aan het verzamelalbum Bullshit Detector Volume 3.
In mei 1985 ontmoette Bullen gitarist Justin Broadrick in een platenzaak, en zij raakten aan de praat over gemeenschappelijke muzikale interesses. Met de toetreding van Broadrick tot Napalm Death deden invloeden uit de metal hun intrede, waaronder op Celtic Frost georiënteerde gitaarriffs. Hierop werd de demo Hatred Surge opgenomen. Na deze demo verliet oprichter Ratledge de groep en werd vervangen door drummer Mick Harris (Doom). Met de komst van Harris onderging de stijl van de band, zeer beïnvloed door pioniers als Siege en Repulsion, een enorme verandering op het vlak van snelheid in de uitvoering.
Na het vertrek van de bassist werd Bullen zowel zanger als bassist. De band trad veel op samen met de band Heresy en legde contact met Digby Pearson van het toen net opgerichte lokale label Earache. In maart 1986 nam het trio de demo From Enslavement To Obliteration op waarop de grindcoresnelheid duidelijk de overhand nam. Uiteindelijk, In augustus 1986, nam de groep wederom een twaalftal nummers op die nu bekend zijn als kant A van het debuutalbum Scum. De opnames bleven echter vooralsnog op de plank liggen.
In de tussentijd was bassist Jim Whitley (Ripcord) tot de band toegetreden. Maar na een optreden van Napalm Death samen met de industrial band Head Of David, verliet Broadrick de groep om drummer te worden van laatstgenoemde. Broadrick zou uiteindelijk als zanger/gitarist doorbreken met de groep Godflesh. Kort na het vertrek van Broadrick stapte ook de laatste oprichter, Bullen, op. Hierdoor was er niemand meer over van de groep scholieren die de band oorspronkelijk hadden opgericht. Whitley en Harris vonden vervangers in de personen van gitarist Bill Steer (van de band Carcass) en zanger Lee Dorrian. Dit nieuwe kwartet nam in mei 1987 de nummers op die kant B zouden vormen van het debuut, dat uiteindelijk in juni 1987 onder de titel Scum het levenslicht zag. Vlak voor de tournee die volgde werd bassist Whitley vervangen door Shane Embury.
Er vond inmiddels een zeer actieve tapetrading plaats tussen legio bands over de hele wereld die experimenteerden met deze nieuwe sound, waaronder S.O.B. (Japan), Agathocles (België) en Fear of God (Zwitserland). Uiteindelijk werd Napalm Death als originator van de (term) grindcore beschouwd.

### 1988-1990
Met Dorrian, Steer, Embury (ex-Unseen Terror) en Harris leek de band een stabiele en definitieve line-up te hebben gevormd en werden de albums From Enslavement To Obliteration (1988) en Mentally Murdered (1989) uitgebracht. De albums gingen met een lichte verdieping stilistisch verder, waar het debuut ophield. De band maakte inmiddels internationale faam, verrichtte een tournee in Japan en bracht onder andere samen met de Japanse groep S.O.B. een single uit.
Veranderingen vonden echter wederom plaats toen zanger Dorrian, gedesillusioneerd na de Japanse tour Napalm Death verliet om zich volledig te richten op zijn nieuwe groep Cathedral en gitarist Steer doorbrak met zijn andere band, Carcass.
Met nieuwe leden, ex-Benediction-zanger Mark "Barney" Greenway en gitarist Jesse Pintado (ex-Terrorizer), ging de band op tournee. Nieuwe zanger Greenway riep onbegrip over zich af door in interviews, die de band gaf op de tournee, zichzelf te prijzen als beste grunter/grindcorezanger ter wereld. Deze uitspraken leidden tot hilariteit in de (undergound)scene en zelfs de oprichting van de NapalmDeath / Benediction-parodieband Barney UV, waarin Greenway voor joker werd gezet.
In 1989 bracht drummer Mick Harris samen met gitarist Mitch Harris (ex-Righteous Pigs en géén familie) onder de bandnaam Defecation het album Purity Dilution uit. Na de tour van Napalm Death trad Mitch Harris toe als tweede gitarist naast Pintado. Met de komst van de drie nieuwe leden veranderde de sound van de groep aanzienlijk op het album Harmony Corruption uit 1990, waarop langere composities staan met een zeer op Amerikaanse deathmetal georiënteerde productie. Als na het mini-album Mass Appeal Madness drummer Mick Harris de groep verlaat, is er zelfs geen enkel lid meer actief in de band dat op het debuutalbum Scum heeft gespeeld. Mick Harris richt hierna met oud Napalm Death-lid Nik Bullen de groep Scorn op.

### De jaren negentig

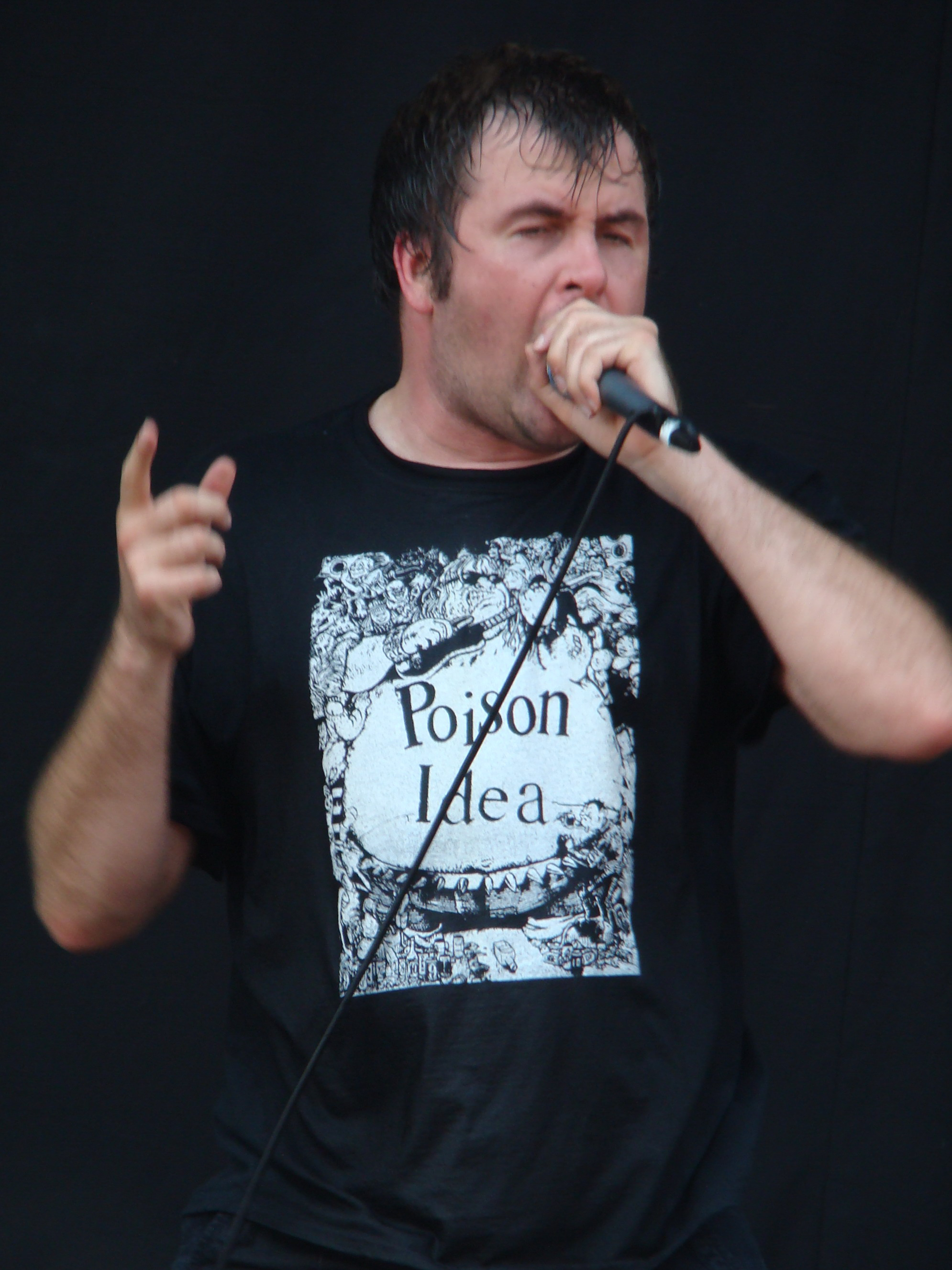
Mark "Barney" Greenway

Vanaf Utopia Banished, waarop de band teruggrijpt op het grindcore-verleden, blijkt de Amerikaanse drummer Danny Herrera een vast bandlid. Hierdoor bestaat de oorspronkelijk Britse band op dat moment nog maar voor 40% uit Engelsen. Napalm Death ondergaat vanaf het album Fear Emptiness Despair(1994) echter significante stijlverdieping. Deathmetal, industrial metal en groovende ritmes voeren vanaf dat moment de boventoon op de albums. Meer en meer oude fans laten de band links liggen doch vele nieuwe zieltjes worden gewonnen met de nieuwe mainstream metal.
Medio jaren negentig ruilt zanger Greenway van plaats met Extreme Noise Terror-zanger Phil Vane, doch Greenway keert alweer snel terug op het oude nest.

### Van 1999 tot 2005
Met de release van de cover-ep Leaders Not Followers uit 1999 lijkt de band haar oude liefde voor grindcore te hebben hervonden. Dit wordt bevestigd door Enemy Of The Music Business uit 2000, het hardste Napalm Death-album sinds Utopia Banished. Gedurende de volgende jaren ontwikkelt de groep een vorm van grindcore waarin de experimenten uit de jaren negentig een plaats krijgen (het album Smear Campaign uit 2006 is hiervan een goed voorbeeld). Hierdoor worden veel oude fans teruggewonnen en ook de nieuwere fans blijven Napalm Death trouw. Nieuwe gouden tijden blijken aangebroken voor de band die zichzelf keer op keer opnieuw weet uit te vinden.
In 2005 verlaat gitarist Pintado de groep. Aanvankelijk doet de officieuze mededeling de ronde dat door onder andere drankgebruik de gitarist uit de band is gezet, doch later is het officiële standpunt dat Pintado zelf vrijwillig de groep heeft verlaten. Pintado richt hierna zijn oude band Terrorizer opnieuw op doch overlijdt in augustus 2006.

### 2006-2015
Na Smear campaign (2006) brengt de groep nog de albums Time Waits for No Slave (2009), Utilitarian (2012), en Apex Predator – Easy Meat (2015) uit. Vanwege gezondheidsproblemen binnen de groep laat een nieuw album even op zich wachten. Wel staan ze, samen met Lamb of God, Anthrax, and Testament in het voorprogramma van Slayer tijdens hun zomertour in 2018.

### 2020 en verder
In 2020 komt het album Throes of Joy in the Jaws of Defeatism uit en in 2022 staan ze op Baroeg open air, dat door Covid-19 een aantal keren was uitgesteld. Het album Resentment Is Always Seismic-A Final Throw of Throes bevat nummer die tijdens de opnamesessies voor Throes of Joy in the Jaws of Defeatism die niet op dat album zijn terechtgekomen.

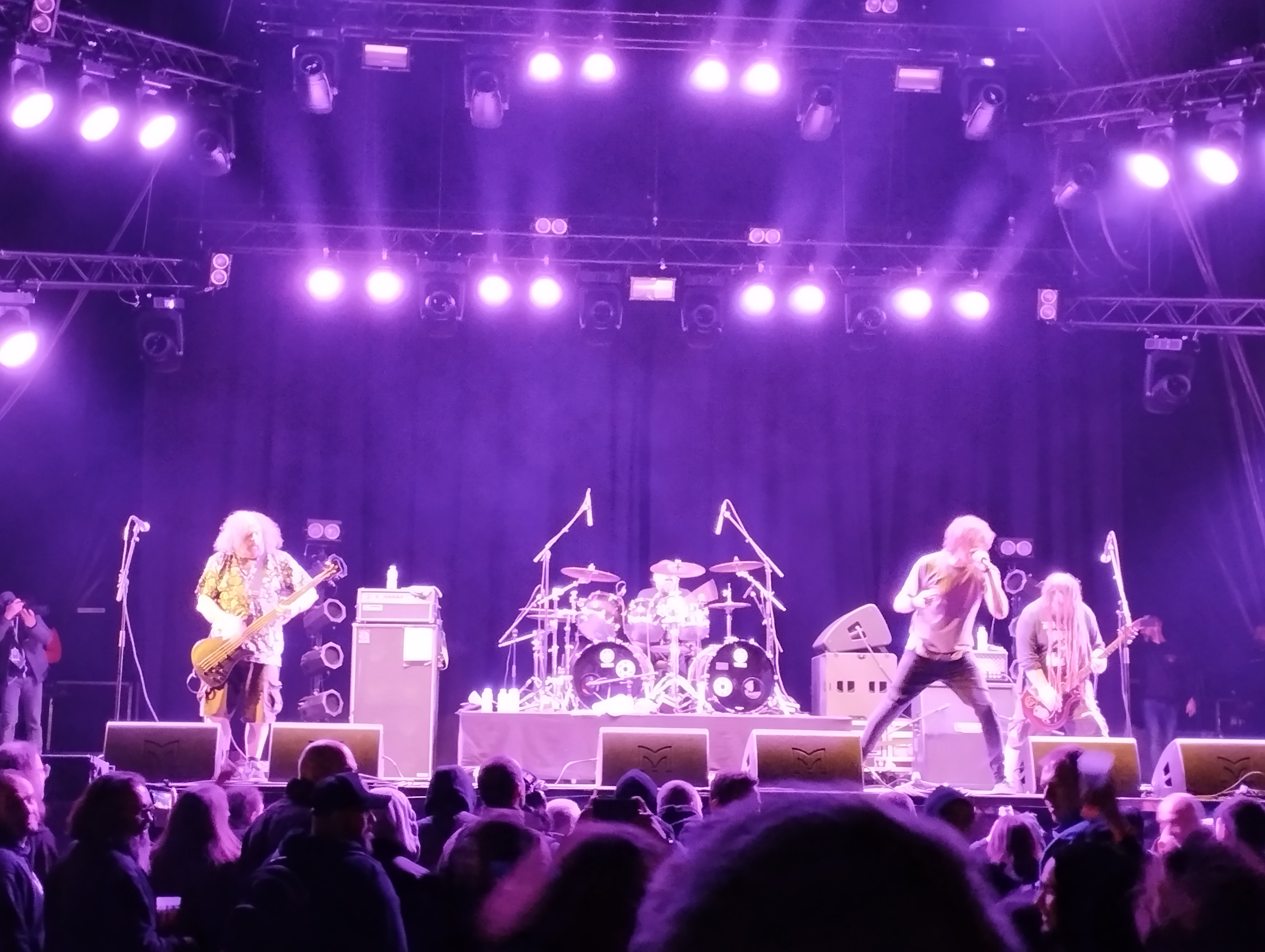
Napalm Death live in 2022

## Muzikale stijl en thematiek

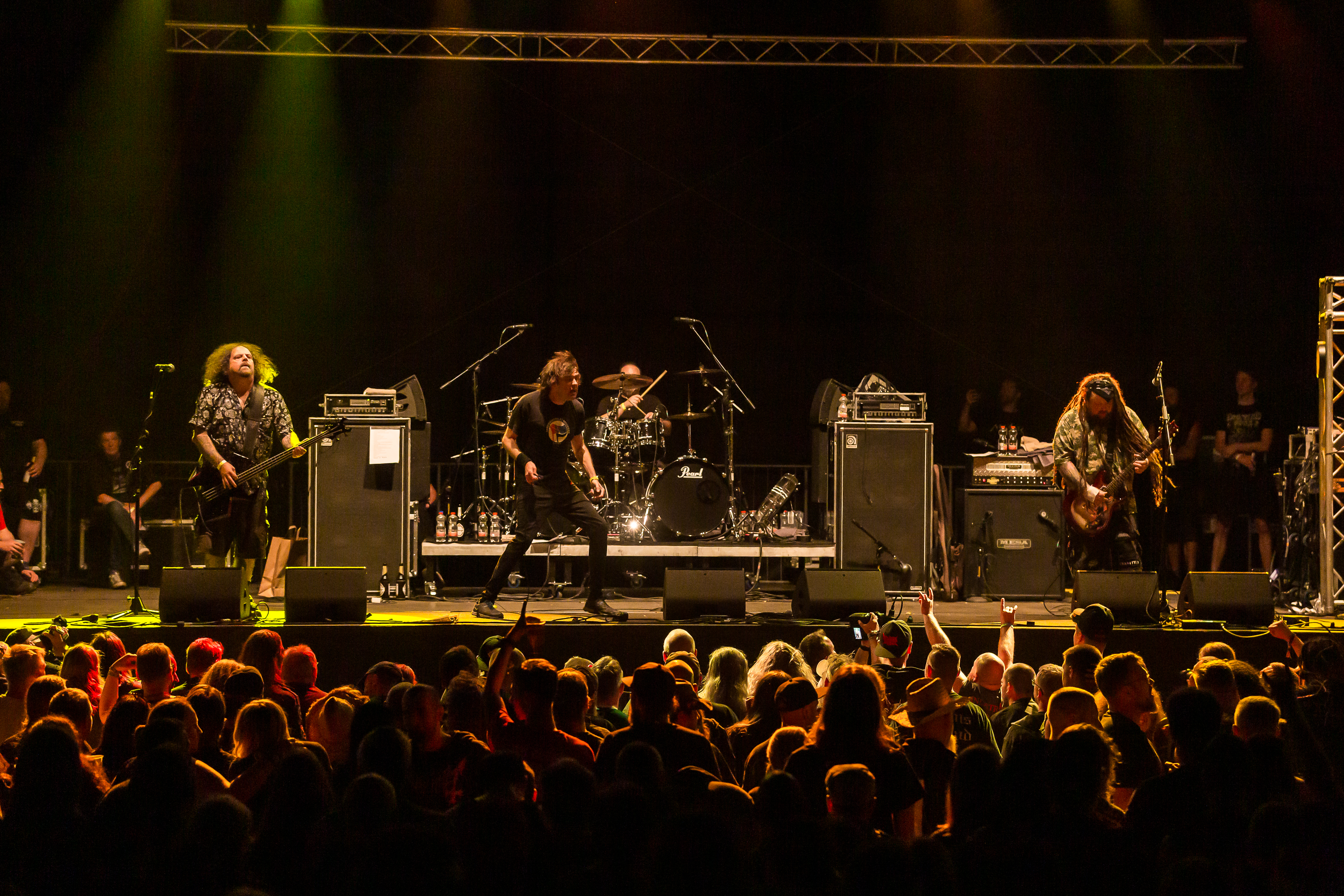
Napalm Death RudE 2022 13

De muziek van Napalm Death is een combinatie van invloeden uit de hardcore punk, crust punk, deathmetal en meer experimentele vormen van extreme muziek. Hun vroege werk, met name op Scum en From Enslavement to Obliteration (1988), wordt gekenmerkt door korte nummers, een rauwe productie en een zeer hoge intensiteit. In latere jaren evolueerde de band naar een meer technische en gelaagde stijl, waarbij plaats was voor zowel snelheid als complexere ritmestructuren.
De teksten van Napalm Death behandelen thema’s als uitbuiting, machtsstructuren, racisme, seksisme, religieus fanatisme en milieuproblematiek. De inhoudelijke richting is vanaf het begin een essentieel onderdeel van hun identiteit geweest.

## Politiek en maatschappelijke betrokkenheid

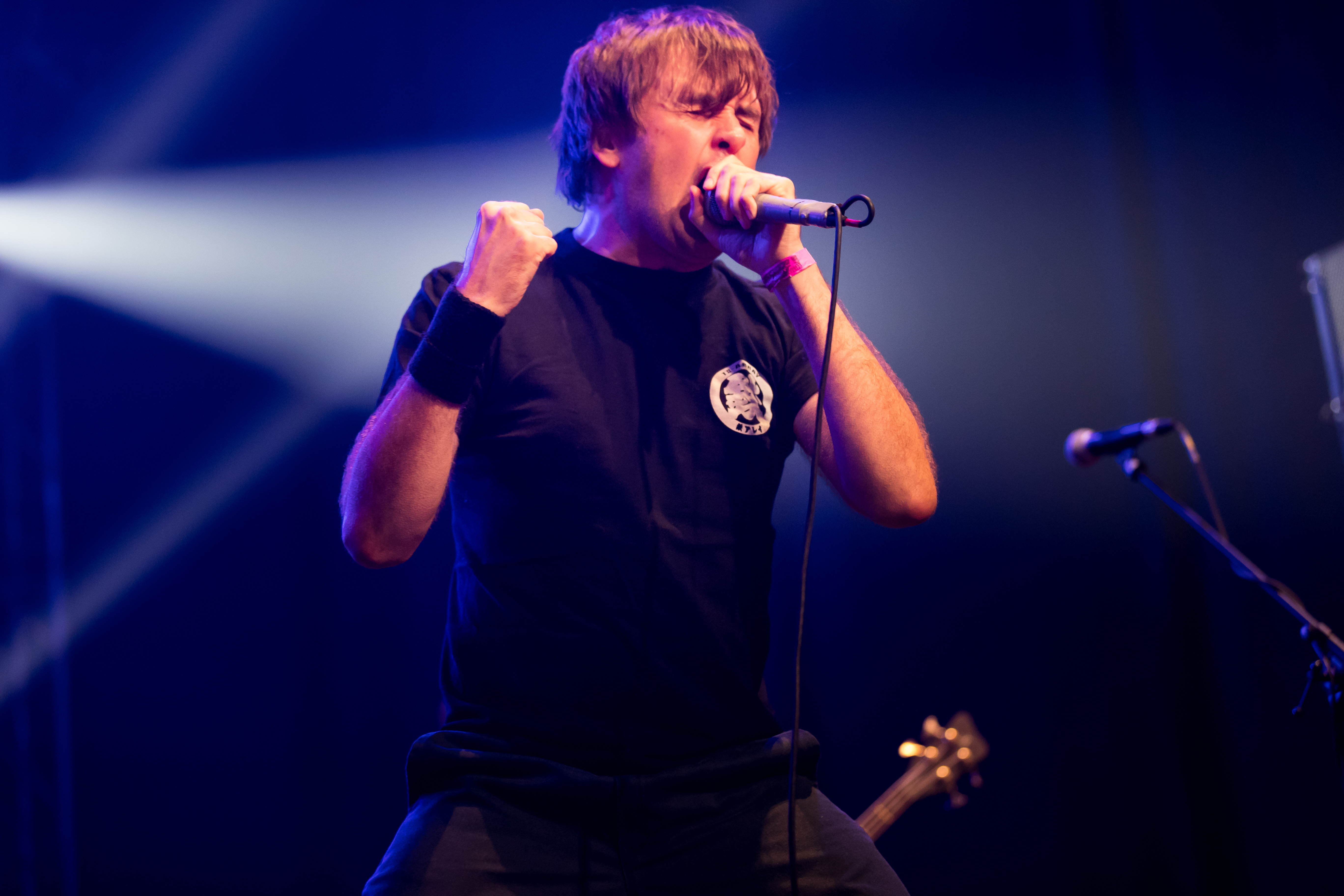
Napalm Death - 2017215222923 2017-08-03 Wacken - Sven - 1D X MK II - 1323 - AK8I8989

Napalm Death staat bekend om hun uitgesproken politieke houding. De bandleden, in het bijzonder zanger Mark Greenway, profileren zich als voorstanders van anarchisme, socialisme, dierenrechten en internationale solidariteit. Hun teksten zijn doorgaans gericht tegen kapitalisme, militarisme, religieus fundamentalisme en andere vormen van onderdrukking.
Greenway omschrijft de band als een "human ideas band": geëngageerd, maar niet partijgebonden. In 2012 steunde Napalm Death de Occupy-beweging via hun eigen campagne Occupy Napalm. In 2015 riepen zij in een open brief de Indonesische president Joko Widodo op om de doodstraf niet toe te passen op een Britse gevangene.
De band neemt regelmatig stelling tegen extreemrechtse bewegingen en treedt niet op tijdens festivals waar racistische of fascistische acts geprogrammeerd staan.

## Bezetting

### Huidige bezetting
Napalm Death bestaat anno 2006 uit:
- Mark "Barney" Greenway - zang (1989-1996, 1997-heden)
- Shane Embury - basgitaar (1987-heden)
- Mitch Harris - gitaar (1989-heden) (Vanaf 2014[6] sessiemuzikant, tijdens optredens speelt John Cooke)[7]
- Danny Herrera - drums (1991-heden)

### Voormalige bandleden
- Nicholas Bullen - zang, basgitaar (1982-1987)
- P-nut - basgitaar (1985?)
- RoboRobo - basgitaar, gitaar (1983?)
- Finbar Quinn - basgitaar (1984?)
- Daryl "Sid" Fideski - gitaar
- Miles "The Rat" Ratledge - drums (1982-1985)
- Justin Broadrick - gitaar (1985-1987) (Godflesh)
- Mick Harris - drums (1985-1991) (Scorn)
- James (Jim) Whitley - basgitaar (1986-1987)
- Lee Dorrian - zang (1987-1989) (Cathedral)
- Bill Steer - gitaar (1987-1989) (Carcass).
- Frank Healey - gitaar (1987)
- Phil Vane - zang (1996-1997) (Extreme Noise Terror)
- Jesse Pintado gitaar (1989-2004) (Terrorizer)

## Discografie
- Halloween (1982, demo 1)
- And, Like Sheep, We Have All Gone Astray (1982, demo 2)
- Kak (1983, demo 3)
- Unpopular Yawns Of Middle Class Warfare (1983, demo 4)
- Hatred Surge (1985, demo 5)
- From Enslavement To Obliteration (1986, demo 6)
- Scum (1987)
- From Enslavement To Obliteration (1988)
- The Curse (7", 1988)
- Live In Europe (7", 1989)
- Split w/ SOB (split 7", 1989)
- Mentally Murdered (ep, 1989)
- The Peel Sessions (1989)
- Suffer The Children (1990)
- Harmony Corruption (1990)
- Harmony Corruption bonus live EP (ep, 1990)
- Mass Appeal Madness (ep, 1991)
- Death By Manipulation (bevat de tracks van Mentally Murdered en drie andere ep's) (1992)
- Utopia Banished (1992)
- Utopia Banished Bonus CD (ep, 1992)
- The World Keeps Turning (ep, 1992)
- Nazi Punks Fuck Off (ep, 1993)
- Live Corruption (live, 1992)
- Fear, Emptiness, Despair (1994)
- Hung (ep, 1994)
- Plague Rages (Promo, 1994)
- Greed Killing (ep, 1995)
- Diatribes (1996)
- Cursed To Tour (split-cd met At The Gates, 1996)
- In Tongues We Speak (split-cd met Coalesce) (1997)
- Inside The Torn Apart (1997)
- Breed To Breathe (ep, 1997)
- Bootlegged In Japan (live, 1998)
- Words From The Exit Wound (1998)
- Leaders Not Followers (ep, 1999)
- The Complete Radio One Sessions (2000)
- Enemy Of The Music Business (2000)
- Order Of The Leech (2002)
- Noise For Music's Sake (dubbel-cd, 2003)
- Punishment In Capitals (cd en dvd, 2004)
- Leaders Not Followers: Part 2 (2004)
- Tsunami Benefit (split-cd met The Haunted en Heaven Shall Burn, 2005)
- The Code Is Red...Long Live The Code (2005)
- Smear Campaign (2006)
- Time Waits For No Slave (2009)
- Live in Japan - Grind Kaijyu Attack! (split-cd met Nasum, 2009)
- Legacy Was Yesterday (single, 2011)
- Analysis Paralysis (single, 2012)
- Utilitarian (2012)
- Converge / Napalm Death (split-ep met Converge, 2012)
- Napalm Death / Insect Warfare (split-ep met Insect Warfare, 2013)
- Sugar Daddy Live Split Series 9 (split-ep met The Melvins, 2013)
- To Go Off And Things (single, 2014)
- Our Pain Is Their Power (ep, 2014)
- Apex Predator - Easy Meat (2015)
- Coded Smears and More Uncommon Slurs (2018)
- Throes of Joy in the Jaws of Defeatism (2020)
- Resentment is Always Seismic (Mini album, 2022)